# Callimomoides
Callimomoides Girault, 1926, è l'unico genere di insetti della sottofamiglia dei Louriciinae Hedqvist, 1961 (famiglia Pteromalidae, Hymenoptera Chalcidoidea). Comprende tre sole specie, parassitoidi.
I Callimomoides sono parassitoidi oofagi a spese di Coleotteri xilofagi della famiglia dei Cerambicidi.

## Specie
Il genere comprende le seguenti tre specie:
- Callimomoides fuscipennis Girault, 1926
- Callimomoides ovivorus Ferriere, 1936
- Callimomoides robertsi Bouček, 1988